# Wutöschingen
Wutöschingen è un comune tedesco di 6 766 abitanti,, situato nel land del Baden-Württemberg.